# Campionat d'Espanya de ciclisme de muntanya en ruta
El Campionat d'Espanya de ciclisme de muntanya en ruta fou una competició ciclista que servia per a determinar el Campió d'Espanya de ciclisme d'aquesta modalitat. La cursa es disputà entre 1940 i 1977 i el títol s'atorgava al vencedor d'una única carrera que comptava amb diverses dificultats muntanyoses.
No s'ha de confondre amb el Campionat d'Espanya de ciclisme de muntanya.

## Palmarès
| Any                | Primer                     | Segon                   | Tercer                        |
| 1940               | Fermín Trueba              | Martín Abadía           | Federico Ezquerra             |
| 1941               | Fermín Trueba              | Federico Ezquerra       | Martín Mancisidor             |
| 1942               | Fermín Trueba              | Julián Berrendero       | José Bejarano                 |
| 1943. No celebrats |                            |                         |                               |
| 1944               | Fermín Trueba              | Miquel Casas            | Federico Ezquerra             |
| 1945               | Dalmacio Langarica         | Fermín Trueba           | Martín Mancisidor             |
| 1946               | Dalmacio Langarica         | Fermín Trueba           | José Gutiérrez                |
| 1947               | Miquel Poblet              | Francesc Massip         | Miquel Gual                   |
| 1948               | Miquel Poblet              | Bernardo Ruiz           | Miquel Gual                   |
| 1949               | Miquel Poblet              | Josep Serra Gil         | Francesc Massip               |
| 1950               | Emilio Rodríguez Barros    | Bernardo Ruiz           | Antoni Gelabert Amengual      |
| 1951. No celebrats |                            |                         |                               |
| 1952               | Antoni Gelabert Amengual   | Emilio Rodríguez Barros | Josep Serra Gil               |
| 1953               | Francesc Massip            | Bernardo Ruiz           | Vicente Iturat                |
| 1954               | Jesús Loroño               | Manolo Rodríguez Barros | Hortensio Vidaurreta          |
| 1955               | Francesc Alomar            | José Mateo              | Francesc Massip               |
| 1956               | Carmelo Morales            | Hortensio Vidaurreta    | Francesc Massip               |
| 1957               | Antonio Jiménez Quiles     | René Marigil            | Juan Manuel Santiago Montilla |
| 1958               | Bernardo Ruiz              | Gabriel Company         | Anicet Utset                  |
| 1959               | Federico Martín Bahamontes | Juan Campillo           | Emilio Cruz                   |
| 1960               | Antonio Jiménez Quiles     | Ángel Rodríguez         | Benigno Aspuru                |
| 1961               | Juan Manuel Menéndez       | José Bernárdez          | Antonio Jiménez               |
| 1962               | Julio Jiménez              | Roberto Morales         | José Antonio Momeñe           |
| 1963               | Esteban Martín Jiménez     | Julio Jiménez           | Emilio Cruz                   |
| 1964               | Joaquim Galera             | Antonio Tous            | Sebastián Elorza              |
| 1965               | Julio Jiménez              | Luis Otaño              | Joaquim Galera                |
| 1966               | Valentin Uriona            | Carlos Echeverría       | Gregorio San Miguel           |
| 1967               | Miguel Mari Lasa           | Ginés García            | José Pérez-Francés            |
| 1968               | Gregorio San Miguel        | Gabino Ereñozaga        | Ventura Díaz                  |
| 1969               | Miguel Mari Lasa           | Gabriel Mascaró         | José Antonio Momeñe           |
| 1970. No celebrats |                            |                         |                               |
| 1971               | Miguel Mari Lasa           | Domingo Perurena        | Pedro Torres                  |
| 1972               | Miguel Mari Lasa           | Eduardo Castelló        | José Luis Uribezubia          |
| 1973               | Santiago Lazcano           | Domingo Perurena        | Antonio Martos                |
| 1974               | Josep Pesarrodona          | Domingo Perurena        | Luis Balagué Carreño          |
| 1975               | Enrique Martínez Heredia   | Santiago Lazcano        | José Luis Abilleira           |
| 1976               | José Nazabal               | Andrés Oliva            | Joan Pujol Pagès              |
| 1977               | Andrés Oliva               | Ismael Lejarreta        | Gonzalo Aja                   |